# GRB 100621A
GRB 100621A — гамма-всплеск, зарегистрированный космическим телескопом Swift 21 июня 2010 года. По состоянию на 2010 год, данная вспышка является самой мощной, известной науке. Вспышка произошла на расстоянии 5 миллиардов световых лет от нас, и её источником, судя по всему, оказалась массивная звезда, сколлапсировавшая в чёрную дыру. «Интенсивность гамма-излучения оказалась неожиданной и беспрецедентной», — заявил Нил Герелс (англ. Neil Gehrels), ведущий научный сотрудник Центра космических полётов им. Годдарда.
Мощность GRB 100621A была такова, что привела к сбою в компьютерной программе по анализу данных. Около 143 тысяч частиц в секунду бомбардировали детекторы телескопа в течение некоторого времени. Данная вспышка превосходит по мощности обычный гамма-всплеск в 168 раз. Однако странным является тот факт, что в ультрафиолетовом и оптическом диапазонах интенсивность излучения оказалась не такой большой.
Предыдущим рекордом мощности являлся гамма-всплеск GRB 080319B, зарегистрированный в 2008 году. Он был слабее данной вспышки почти в 5 раз.